# Teor jezik
Teor jezik (ISO 639-3: tev; isto i Tio’or), jedan od dva jezika podskupine teor-kur, šire centralno malajsko-polinezijske skupine, kojim govopri oko 1 100 ljudi (1986 SIL) na otocima Teor i Ut u južnim Molucima, Indonezija. 
Ima dva dijalekta ut (tev-utu) i gaur kristen (tev-gau) 

## Vanjske poveznice
- Ethnologue (14th)
- Ethnologue (15th)
- The Teor Language